# ترمسوس
تِرمِسوس (به یونانی: Τερμησσός) شهری در پیسیدیه بود که در ارتفاعی بالغ بر ۱٬۰۰۰ متر و در پهلوی جنوب غربی کوه سولوموس (امروزه کوه گولوک) در رشته‌کوه توروس (امروزه واقع در استان آنتالیای ترکیه) بنا شده بود. این شهر در ۳۰ کیلومتری شمال غرب آنتالیا واقع شده و بر روی سکویی طبیعی در بالای کوه گولوک که ارتفاعش به ۱۶۶۵ متر نیز می‌رسید بنا شده بود. کوه‌های اطراف آنتالیا به طور متوسط ارتفاعی در حدود ۲۰۰ متر از سطح آب‌های آزاد دارند.
ترمسوس یکی از معدود شهرهای باستانی ترکیه است که به‌خوبی حفظ شده و باقی‌مانده‌است. شهر باستانی توسط سولیمس، یکی از اهالی پیسیدیه، بنا شده بود. اگرچه هیچ حقیقت مسلمی از ترمسوس و سولیمس در دست نیست، اما هومر در ایلیاد، نام آنان را در ارتباط با افسانهٔ بلروفون ذکر می‌کند.
ترمسوس آمیزه‌ای بی‌بدیل از گونه‌های حیوانی و گیاهی نادر را در خود جای داده‌است که در پارک ملی کوه گولوک تحت حفاظت قرار داده شده‌اند. ترمسوس زیر پوشش گیاهی انبوه منطقه پنهان شده و در احاطهٔ جنگل‌های انبوه کاج قرار گرفته‌است. ترمسوس با طبیعت آرام و بکرش، فضایی متفاوت‌تر و تأثیرگذارتر نسبت به سایر شهرهای باستانی ترکیه دارد.